# Palau de la Virreina
Il Palau de la Virreina è un edificio di Barcellona situato lungo La Rambla arretrato di alcuni metri rispetto alla linea delle altre costruzioni. È considerato uno dei migliori esempi di architettura civile barocca della Catalogna. I suoi interni e i corridoi sono utilizzati per mostre d'arte; il palazzo inoltre è la sede del dipartimento di cultura municipale. Vi sono collocati in esposizione permanente i Gegants e l'Aquila della città di Barcellona. È stato dichiarato bene culturale di interesse nazionale.

## Storia
La realizzazione del palazzo venne commissionata dal viceré del Perù Manuel de Amat y Junient, marchese di Castellbell, che però morì nel 1776 prima che l'opera fosse completata. Il palazzo divenne quindi l'abitazione della sua vedova, Maria Francesca de Fiveller y de Bru, ed è per questo che il palazzo fu denominato "Palazzo della Viceregina" (virreina in catalano).
L'autore del progetto, i cui disegni risalgono al 1770, non è noto con certezza ma è certo l'intervento di Josep Ausich i Mir, che a Barcellona realizzò anche altri lavori. La costruzione, iniziata nel 1772 e conclusasi nel 1778, fu invece eseguita sicuramente sotto la guida di Carles Grau, scultore e architetto, con l'aiuto di Francesc Serra (che morì durante i lavori) per la decorazione scultorea della facciata, terminata nel 1775.
L'edificio fu dichiarato monumento nazionale nel 1941 e nel 1944 fu acquisito dal Comune che, dopo alcune ristrutturazioni, lo adibì nel 1949 a sede del Museo delle Arti Decorative. Fra il 1968 e il 1982 fu sede del museo dei merletti che in seguito si fuse con altri musei per diventare il Museo dei tessuti e dei vestiti (Museu Tèxtil i d'Indumentària), dipendente dal Disseny Hub Barcelona.
Il Palau de la Virreina ospita anche il Virreina Centre de la Imatge (Centro dell'immagine Virreina) e viene usato come sede espositiva. È anche la sede dei Servizi Culturali del Comune di Barcellona, del Gabinetto numismatico di Catalogna e del Museo postale.

## Descrizione

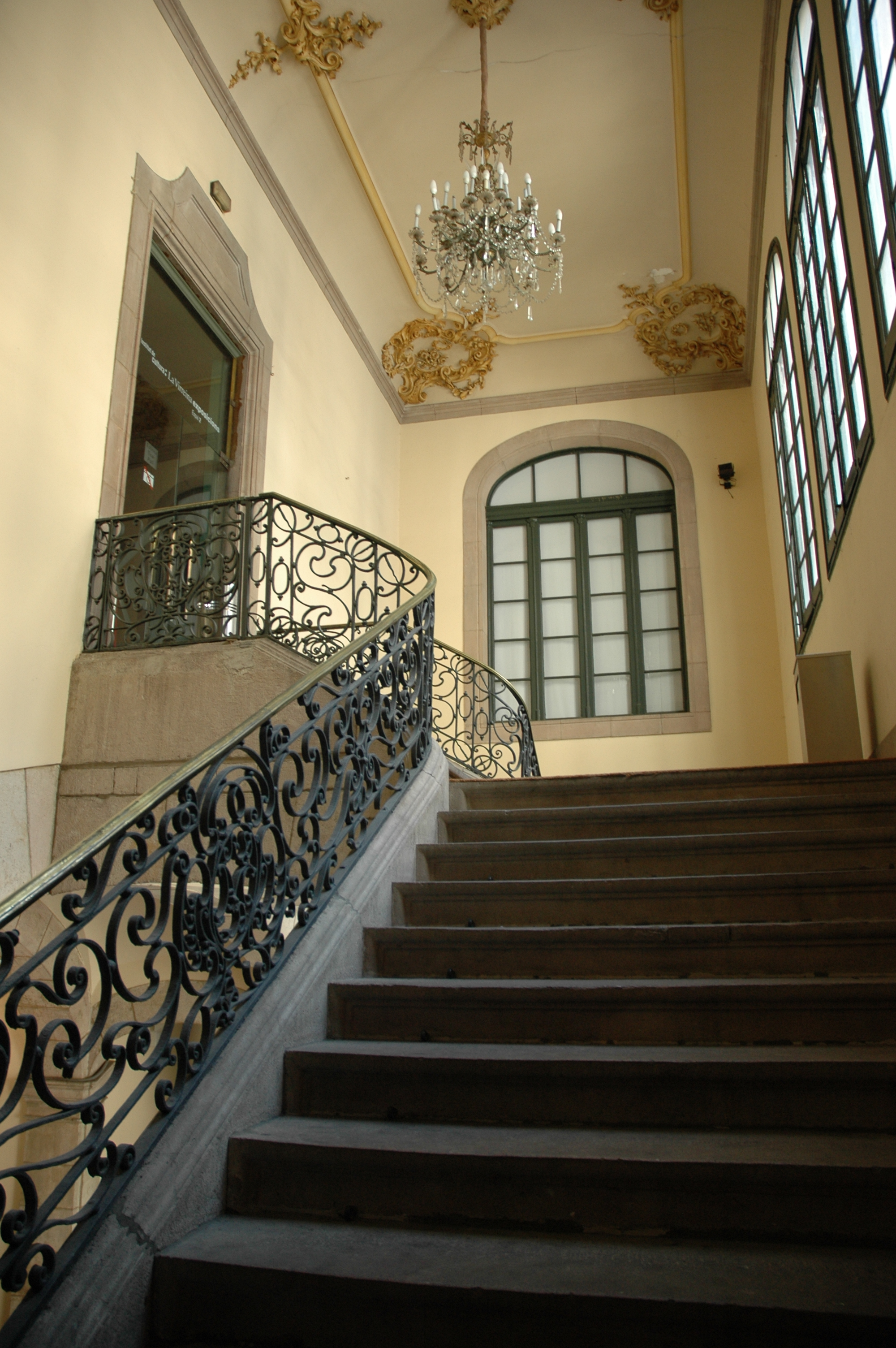
Scalinata e patio interno

Il palazzo si articola su quattro piani e possiede due facciate: quella principale è prospiciente a La Rambla mentre quella posteriore si affaccia su La Boqueria. La facciata su La Rambla ha una struttura simmetrica rispetto all'ingresso principale, con due ali laterali che danno accesso alle due scalinate e ai corridoi interni. Tutta la struttura è realizzata in pietra del Montjuïc e di Santanyí, e mescola elementi rococò in stile Luigi XV nei motivi decorativi (i capitelli ionici che sormontano i pilastri che suddividono la facciata in cinque sezioni, ghirlande, panoplie romane) con elementi tipici del barocco catalano (come la balaustra ornata con 12 grandi vasi in pietra che sormonta la facciata).
L'atrio, con soffitto a volta, conduce alle due scale gemelle. Il patio è caratterizzato da angoli arrotondati e archi a mezzo sesto.
Le sale interne conservano per la maggior parte decorazioni murali in stile impero; spicca la sala da pranzo, ricoperta da una volta e decorata da dipinti allegorici in stile rococò che rappresentano i dodici mesi.
Fuori dal palazzo si trova una statua della Madonna del Rosario, realizzata da Luisa Granero nel 1967.